# David Lynch - The Art Life
David Lynch - The Art Life er en amerikansk portrætfilm fra 2017 instrueret af Rick Barens og Jon Nguyen.

## Handling
DAVID LYNCH: THE ART LIFE er en dokumentarfilm, der giver et indblik i filmmesteren bag film som "The Elephant Man", "Blue Velvet" og "Mulholland Dr." og TV-serien "Twin Peaks". Vi følger Lynch på en personlig rejse fra sin opvækst i en lille amerikansk by til hans nuværende status som en af Amerikas mest gådefulde instruktører. Gennem interviews og nedslag i Lynchs kunst, musik og tidlige film får publikum et unikt indblik i manden såvel som kunstneren David Lynch.